# Los Ingenios-völgy

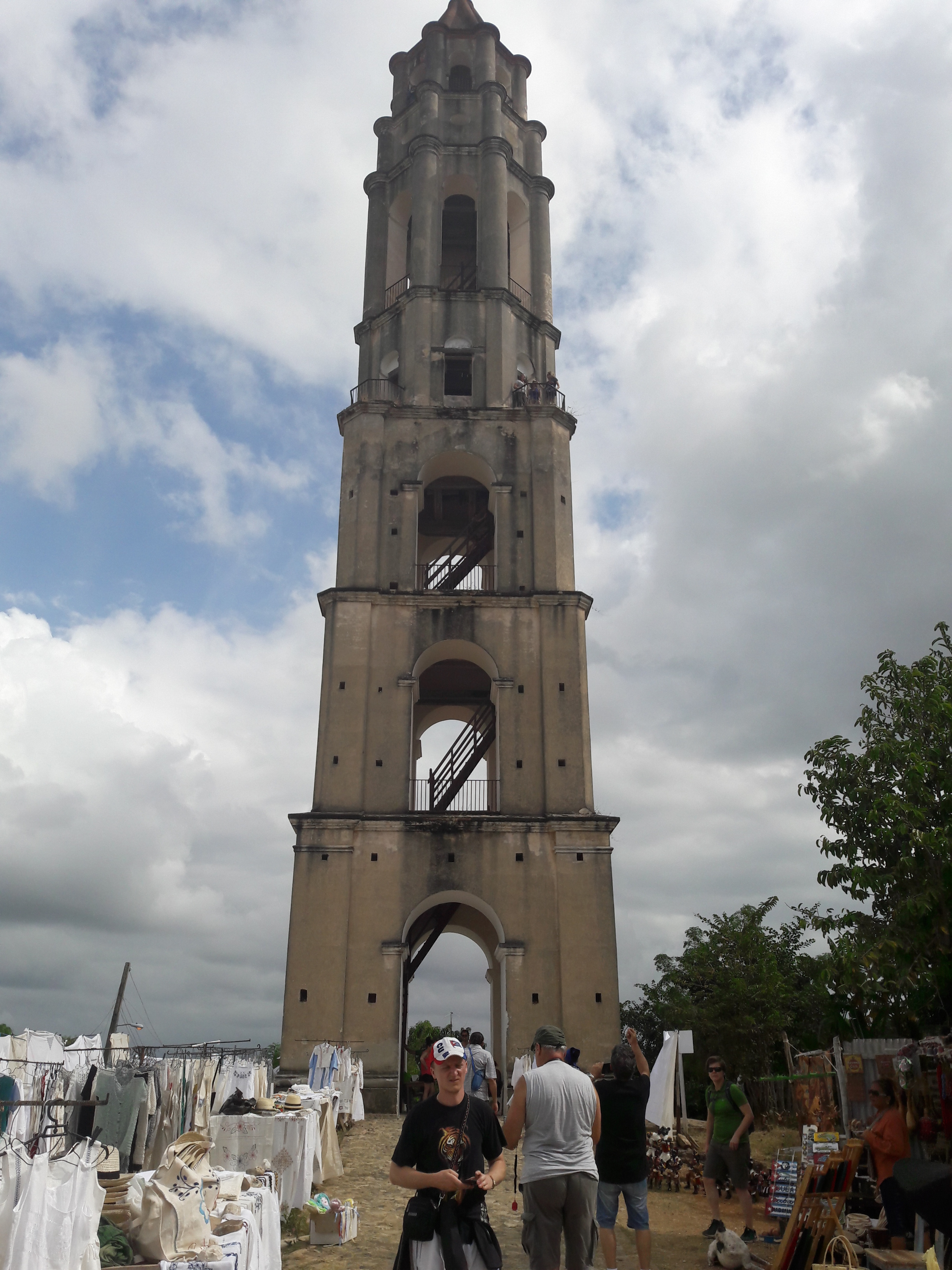

A Los Ingenios-völgy (spanyolul Valle de los Ingenios) három összefüggő völgy 12 kilométernyire a kubai Trinidad városától. A három völgy, a San Luis, a Santa Rosa és a Meyer a 18. század végétől a 19. század végéig a cukortermelés központja volt. A cukoripar csúcsidőszakában több mint ötven cukorgyár volt a három völgyben, ahol több mint 30 000 rabszolga dolgozott a gyárakban és a környező cukornád-ültetvényeken. A teljes terület 270 km² és hetven hajdani cukorgyár telephelyét foglalja magába.
A cukorgyártás Kuba fontos ágazata volt már a legkorábbi spanyol hódítók idején, akik 1512-ben hozták be a szigetre a cukornádat és a tőzsdei kereskedelem gazdaggá tette Trinidadod és környékét. A 18. század végétől a 19. század végéig Kuba a világ egyik vezető cukortermelője volt, és a cukorgyártás volt a sziget legfőbb iparága. Az éghajlat és a talaj egyaránt kedvezőek voltak a cukornád-termesztés szempontjából, és a kikötők és vasúti hálózat elősegítették a finomított cukor szállítását és exportját. Az 1880-as évek végén külön vasútvonalat építettek ki, amely biztosította az összeköttetést a völgy, Trinidad és Casilda kikötője között, amely 6 km távolságra feküdt Trinidadtól. A völgyek vízellátását több folyó biztosítja, köztük a Río Agabama, Río Caracusey, Rio de Ay és Río Tayaba.
Mivel a bennszülött kubaiak kihaltak az európaiak által behozott betegségek és a rabszolgákkal való rossz bánásmód következtében, a spanyol ültetvényesek Afrikából importáltak rabszolgákat a cukornád-ültetvényekre és a gyárakba. A rabszolgaság eltörlése 1820-ban a rabszolgaimport gyakorlatát megnehezítette ugyan, de csak a 19. század végén a függetlenségi háborúk során sikerült véget vetni a spanyol uralomnak. Ekkor több cukorgyár csődbe ment vagy bezárták.
1988-ban az UNESCO a de los Ingenios-völgyet a szomszédos Trinidaddal együtt a Világörökség részévé nyilvánította. Noha a legtöbb cukorgyárnak csak a romjai maradtak meg, néhány helyen maradt még érintetlen épület. Ilyen például Guachinango, ahol megmaradt az ültetvényes háza, vagy a Manaca Ignaza birtok, ahol még áll a tulajdonos háza, néhány rabszolgakunyhóval (barracones) együtt. A rossz állapotban levő rabszolgakunyhókat most is lakásként használják, a vendéglőként üzemelő ház és a torony viszont jó állapotban van. A 45 méteres tornyot valamikor 1830 és 1835 között építtette a tulajdonos, Alejo Iznaga. Szemmel láthatóan őrtoronynak szánták, amely 360 fokos rálátást biztosított az őröknek a nádmezőkre, ahol a rabszolgák dolgoztak. Egyúttal Iznaga hatalmát is jelképezte a rabszolgák felett és a cukoriparban – akkoriban ez a torony volt a legmagasabb építmény egész Kubában. A nagy harang, amely hajdan a toronyban jelezte a rabszolgák munkaidejének a végét, most a torony lábánál található.

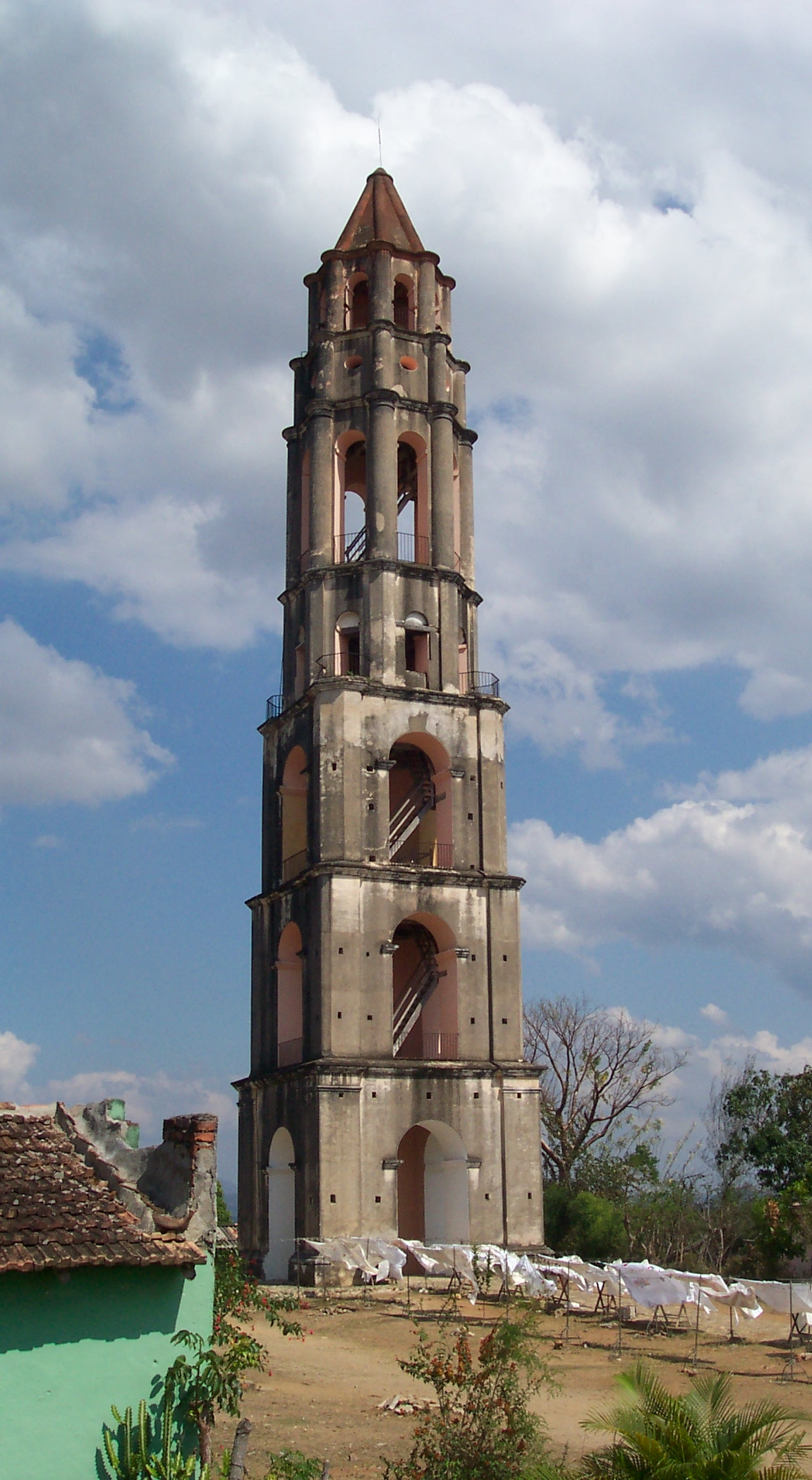
A torony a Manaca Ignaza birtokon
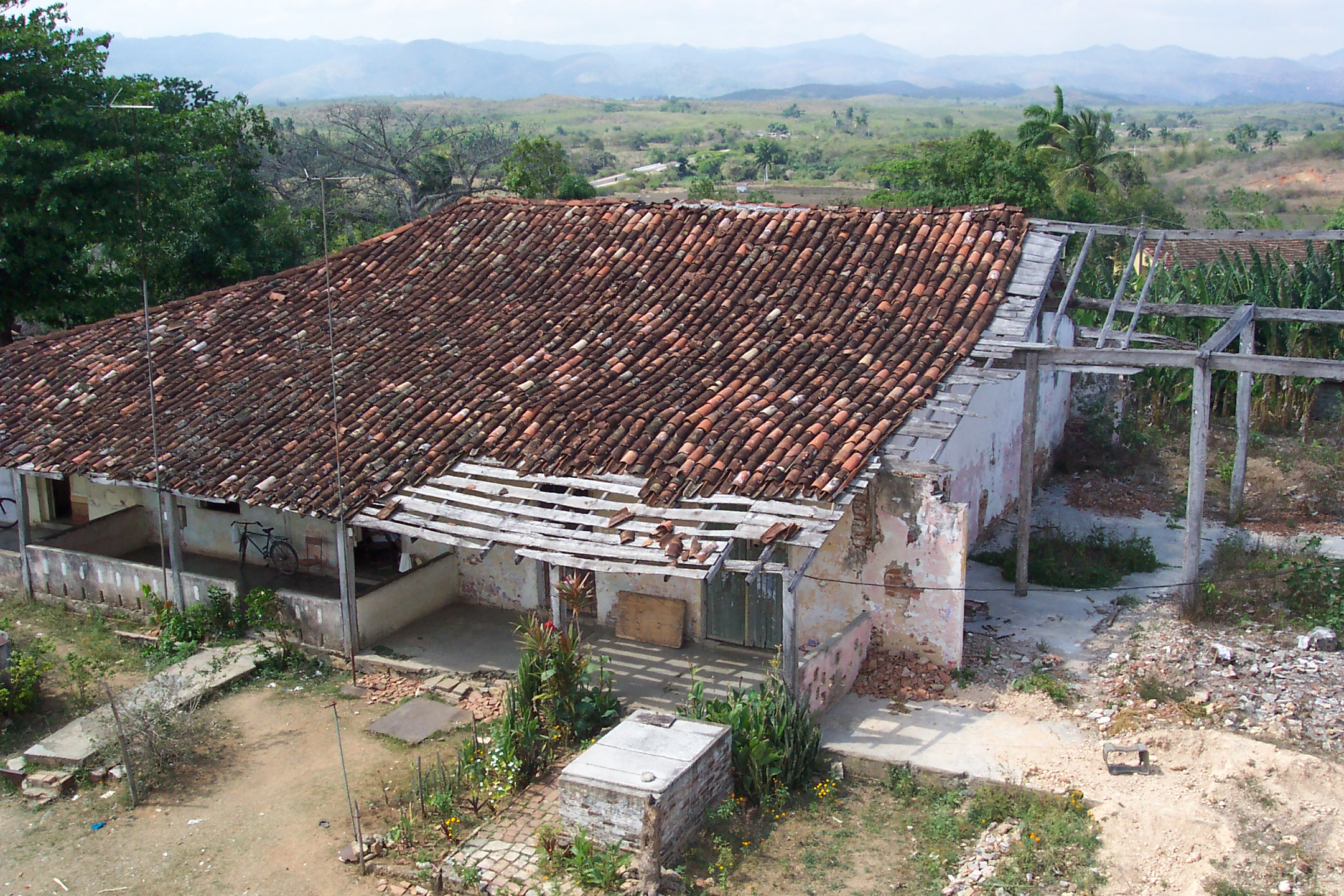
Rabszolgaszállások a Manaca Ignaza birtokon
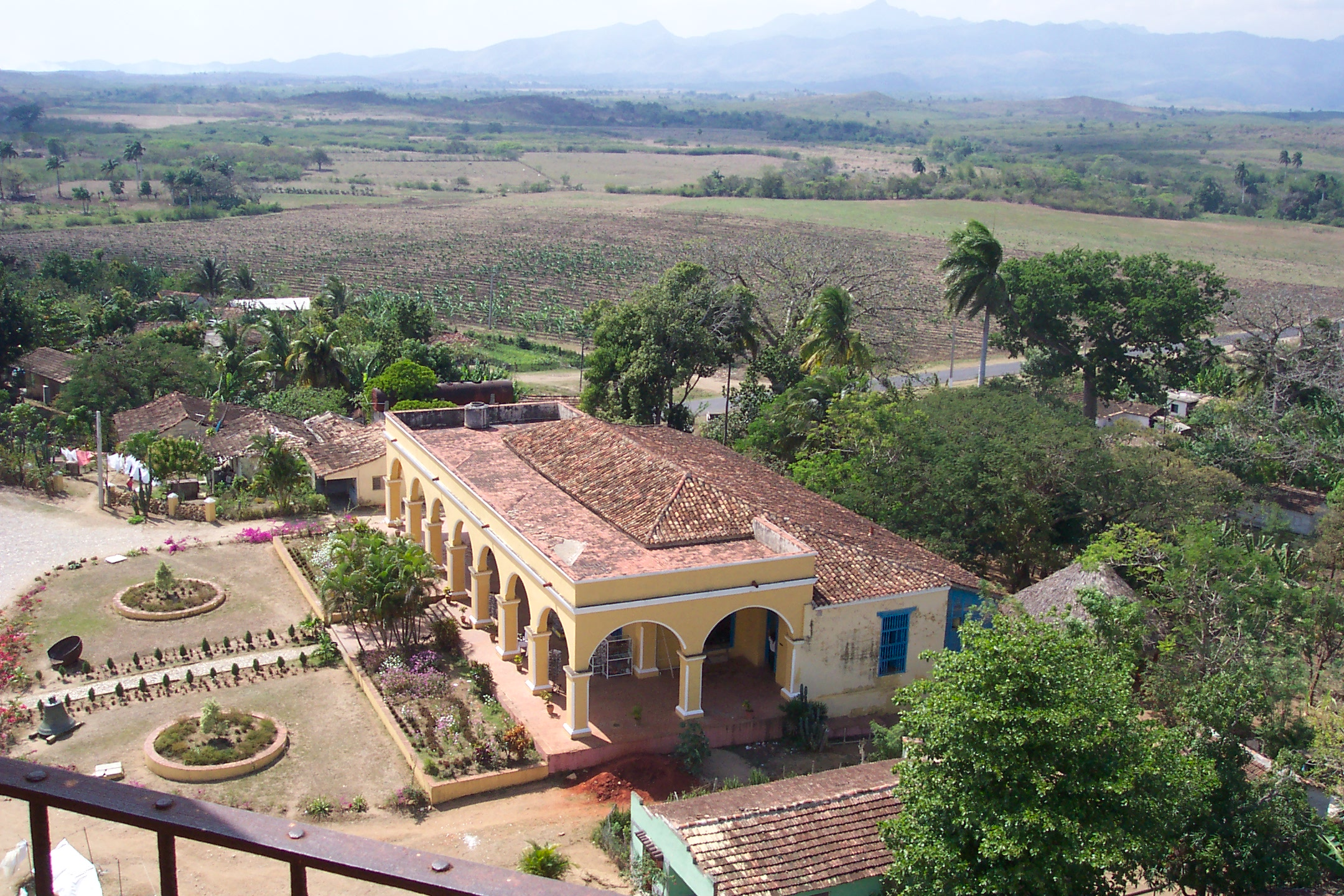
Hát a Manaca Ignaza birtokon
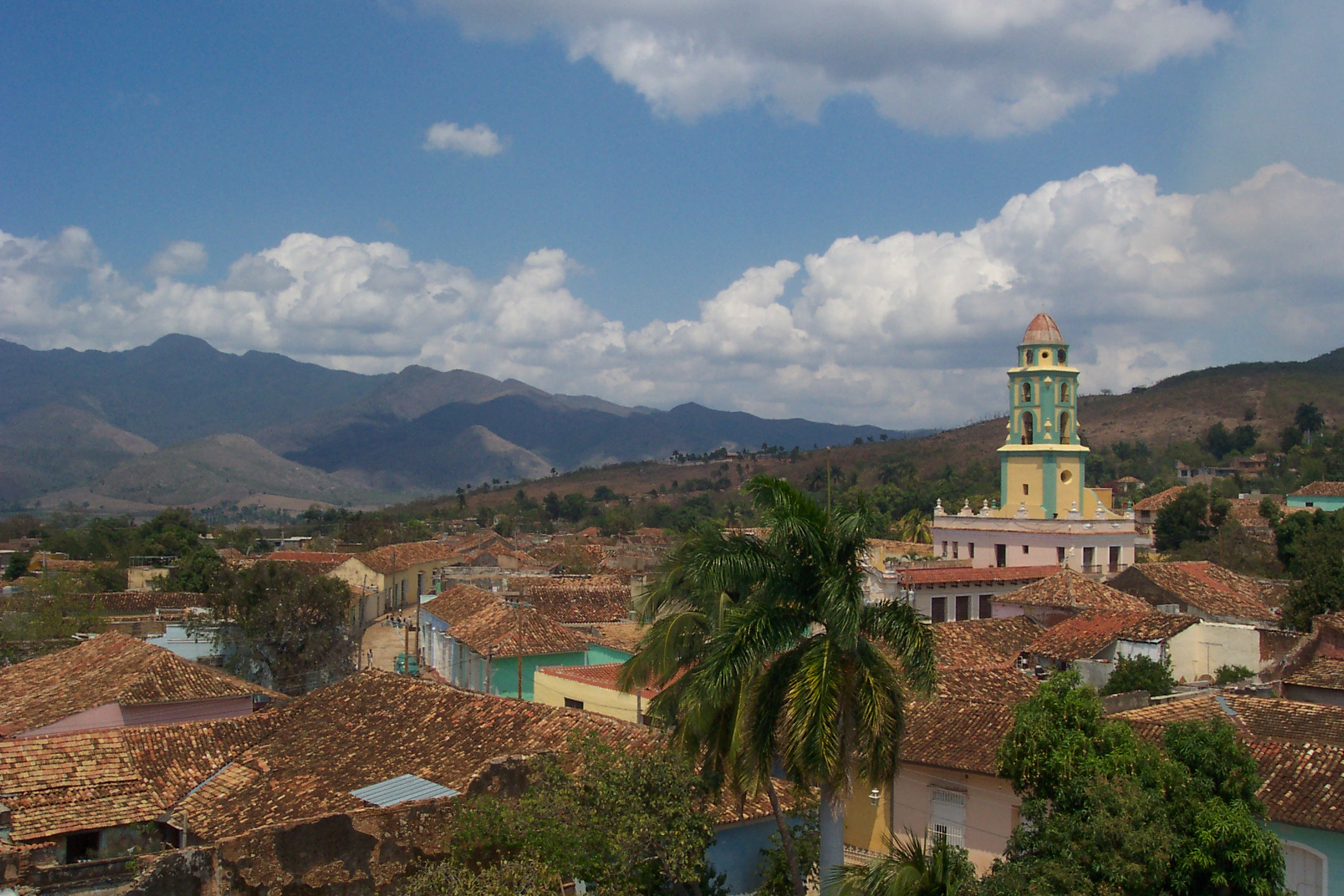
A völgy látképe Trinidad felől

## Fordítás
- Ez a szócikk részben vagy egészben  a   Valley de los Ingenios című angol Wikipédia-szócikk ezen változatának fordításán alapul.  Az eredeti cikk szerkesztőit annak laptörténete sorolja fel. Ez a jelzés csupán a megfogalmazás eredetét és a szerzői jogokat jelzi, nem szolgál a cikkben szereplő információk forrásmegjelöléseként.

## Külső hivatkozások
- A világörökség listája